# Wataru Misaka
Wataru "Wat" Misaka (Ogden, Utah, 21 de diciembre de 1923-Salt Lake City, Utha, 20 de noviembre de 2019) fue un jugador de baloncesto estadounidense de ascendencia japonesa que disputó una temporada en la BAA. Con 1,70 metros de estatura, jugó en la posición de base. Misaka, un nisei, fue el primer jugador no caucásico en jugar en la NBA (entonces la BAA).

## Trayectoria deportiva

### Universidad
Al término de su etapa en el instituto, Misaka continuó con su educación al mismo tiempo que otros muchos japoneses eran mandados a campos de concentración. Asistió al Weber Junior College, donde llevó a su equipo a lograr dos campeonatos, siendo elegido en 1942 MVP del torneo de los junior college, y al año siguiente fue elegido atleta del año de su universidad.
Su trayectoria universitaria continuó en los Utes de la Universidad de Utah, viéndose interrumpida por el servicio militar que cumplió durante la Segunda Guerra Mundial con el ejército estadounidense en Hiroshima, meses antes de la bomba atómica. A su regreso ganó en 1944 el Torneo de la NCAA ante Dartmouth, y tres años más tarde el NIT ante Kentucky, dejando al base rival, Ralph Beard, en un solo punto.

### Profesional
Fue elegido por los New York Knicks en la lista de negociación del Draft de la NBA de 1947, pero únicamente jugó tres partidos, en los que anotó 7 puntos, tras los que fue despedido. En un documental que se ha hecho sobre su vida se asegura que fueron problemas raciales los que llevaron al propietario de los Knicks a tomar esa decisión, aunque el siempre pensó que fue porque había demasiados bases en el equipo.
Posteriormente, le ofrecieron jugar con los Harlem Globetrotters, pero declinó la oferta, regresando a Utah para terminar sus estudios de ingeniero, trabajar en su profesión y casarse.

#### Estadísticas en la BAA

##### Temporada regular
| Temporada | Edad | Equipo          | Liga | P | TC  | TCA | %TC  | TL  | TLA | %TL  | ASIS | FP  | PTS |
| 1947-48   | 24   | New York Knicks | BAA  | 3 | 1.0 | 4.3 | .231 | 0.3 | 1.0 | .333 | 0.0  | 2.3 | 2.3 |
| Total     |      |                 | BAA  | 3 | 1.0 | 4.3 | .231 | 0.3 | 1.0 | .333 | 0.0  | 2.3 | 2.3 |